# Campeonato Sergipano de Futebol de 1939
O Campeonato Sergipano de Futebol de 1939 foi a 16º edição da divisão principal do campeonato estadual de Sergipe. O campeão foi o Ipiranga de Maruim que conquistou o primeiro dos dois títulos estaduais da história do clube. O Ipiranga voltaria a conquistar novamente o Campeonato Sergipano de 1945. Foi a primeira vez que um clube do interior foi campeão estadual em Sergipe.

## Premiação
| Campeonato Sergipano de 1939 |
| Maruim                       |
| ---------------------------- |
| Ipiranga Campeão (1º título) |